# Стенинская
Сте́нинская — деревня в Шатурском муниципальном районе Московской области. Входит в состав Кривандинского сельского поселения. Население — 26 чел. (2013).

## Расположение
Деревня Стенинская расположена в центральной части Шатурского района, расстояние до МКАД порядка 140 км. Высота над уровнем моря 143 м.

## Название
В письменных источниках деревня упоминается как Стенинская.
Название связано со Стеня, производной формой календарного личного имени Степан.

## История
Впервые упоминается в писцовой Владимирской книге В. Кропоткина 1637—1648 гг. как деревня Стенинская Дубровской волости Владимирского уезда. Деревня принадлежала Льву Кузьмичу Колтовскому, вдове Марии Колтовской и её сыну Никите.
Последней владелицей деревни перед отменой крепостного права была помещица Владимирова.
После отмены крепостного права деревня вошла в состав Семёновской волости.
После Октябрьской революции 1917 года был образован Стенинский сельсовет в составе Лузгаринской волости Егорьевского уезда Рязанской губернии. В сельсовет входили деревни Стенинская и Левинская.
В 1925 году из Стенинского сельсовета был выделен Левинский, сам сельсовет был упразднён, а деревня Стенинская вошла в состав Митинского сельсовета. В ходе реформы административно-территориального деления СССР в 1929 году деревня Стенинская в составе Митинского сельсовета передана в Шатурский район Орехово-Зуевского округа Московской области.
В 1933 года деревня передана Левинскому сельсовету, а с 1954 года вошла в состав Лузгаринского сельсовета.

## Население
| 1859 | 1868 | 1885 | 1905 | 1926 | 1931 |
| ---- | ---- | ---- | ---- | ---- | ---- |
| 85   | ↗87  | ↗134 | ↗200 | ↘155 | ↗234 |
| 1970 | 1993 | 2002 | 2006 | 2010 | 2011 |
| ↘57  | ↘28  | ↘19  | ↗24  | ↗25  | ↗26  |
| 2013 |      |      |      |      |      |
| →26  |      |      |      |      |      |